# Horbourg-Wihr

Horbourg-Wihr este o comună în departamentul Haut-Rhin din estul Franței. În 2009 avea o populație de 4.976 de locuitori.

## Evoluția populației
| An        | 1975  | 1982  | 1990  | 1999  | 2006  | 2009  |
| --------- | ----- | ----- | ----- | ----- | ----- | ----- |
| Populație | 2.720 | 4.209 | 4.518 | 5.060 | 5.011 | 4.976 |